# Colle della Mologna Piccola
Il Colle della Mologna Piccola (in francese, Col de la Petite Mologne) è un valico alpino delle Alpi Biellesi situato tra la Provincia di Biella e la Valle d'Aosta che collega la Valle Cervo con la Valle del Lys (o Val di Gressoney), ed in particolare i centri abitati di Piedicavallo e di Gaby.

## Descrizione e accesso
Il passo si apre tra i Gemelli di Mologna e la Punta Serange e fa parte del crinale che dalla Punta Tre Vescovi prosegue verso sud dividendo il Biellese dalla Valle del Lys.
L'accesso avviene per sentiero da Niel, frazione di Gaby o da Piedicavallo; in questo secondo caso poco dopo il bivio in corrispondenza dell'Alpe Anval (a destra si prosegue per il Rifugio Alfredo Rivetti) la mulattiera di accesso al colle attraversa un'isola amministrativa montana del comune di Callabiana. Poco prima del valico una grossa lapide murata su una paretina rocciosa ricorda i filantropi che, a fine Ottocento, promossero e finanziarono la realizzazione della mulattiera.
L'itinerario che sale da Niel (m 1535) si sviluppa interamente su sentiero segnato, in parte lastricato, sempre evidente e privo di difficoltà tecniche: la salita richiede il superamento di 670 m di dislivello, per poco più di 2 h di cammino.

## Escursionismo
Dal colle sono raggiungibili per cresta Gemelli di Mologna; per il crinale spartiacque Cervo-Lys transita l'Alta Via delle Alpi Biellesi, un trekking con caratteristiche in parte alpinistiche.